# Agnieszka Cudnoch-Jędrzejewska
Agnieszka Barbara Cudnoch-Jędrzejewska (ur. 1975) – lekarka, specjalistka w dziedzinie chorób wewnętrznych i hipertensjologii, prorektor ds. personalnych i organizacyjnych Warszawskiego Uniwersytetu Medycznego (2020–2024). 

## Życiorys
W 2000 ukończyła studia na Akademii Medycznej w Warszawie. W 2006 doktoryzowała się, a w 2012 habilitowała. W 2016 uzyskała tytuł naukowy profesora.
Jest kierownikiem Katedry i Zakładu Fizjologii Doświadczalnej i Klinicznej Wydziału Lekarskiego WUM (od 2013). W kadencji 2016–2019 była prodziekanem ds. studenckich I, II i III roku I Wydziału Lekarskiego WUM.
Przewodnicząca Komitetu Nauk Fizjologicznych i Farmakologicznych Polskiej Akademii Nauk w kadencji 2020–2023, w kadencji 2017–2020 zastępczyni przewodniczącego Komitetu.

## Działalność naukowa
Specjalizuje się w dziedzinie chorób wewnętrznych i hipertensjologii. Jej zainteresowania naukowe obejmują, m.in.: zagadnienia związane z kardioonkologią, regulacją ciśnienia tętniczego oraz czynnikami ryzyka chorób układu sercowo-naczyniowego. 
Odbyła szereg staży zagranicznych połączonych z prowadzeniem wykładów na europejskich uczelniach medycznych m.in. w Finlandii, Austrii, Portugalii oraz we Włoszech.
Realizatorka własnego grantu badawczego w ramach projektu OPUS. Wypromowała czworo (stan na 2021) doktorów. Była inicjatorką i organizatorką konferencji naukowych (m.in. Sympozjum Sekcji Kardiologii Eksperymentalnej Polskiego Towarzystwa Kardiologicznego oraz Komitetu Nauk Fizjologicznych i Farmakologicznych Polskiej Akademii Nauk, a także Konferencji Naukowych I Wydziału Lekarskiego). Zasiada w jury konkursowym.
Członkini American Physiology Society, Polskiego Towarzystwa Fizjologicznego oraz Sekcji Kardiologii Eksperymentalnej Polskiego Towarzystwa Kardiologicznego. Zasiada w radach naukowych dwóch serii poświęconych związkom medycyny z humanistyką: ars medica ac humanitas oraz Noctes Medicae.

## Nagrody
Była nagradzana indywidualnymi i zespołowymi nagrodami Ministra Zdrowia i Rektora WUM. W 2023 została odznaczona Srebrnym Krzyżem Zasługi.